# Seventh Wonder
Seventh Wonder — музыкальная группа, играющая в стиле «прогрессивный метал». Она была создана в Стокгольме в 2000 году.

## История
Группа была создана в 2000 году бас-гитаристом Андреасом Бломквистом, гитаристом Йоханом Лифвендалом и барабанщиком Джонни Сэндином, после того как распалась их предыдущая группа. Их музыка стала приобретать черты прогрессив-метала, особенно после того как в конце 2000 года к группе присоединился клавишник Андреас Содерин. Вскоре были сделаны две демозаписи — Seventh Wonder (2001) и Temple In The Storm (2003), которые получили хорошие отзывы в прессе.
За время существования группы среди её участников были такие музыканты, как Ола Хален и Энди Крэвльяк. Перед выпуском дебютного альбома Become в 2005 году к группе присоединился Томми Каревик. Альбом был хорошо воспринят прессой и получил высокие оценки. Как и все последующие альбомы, он был записан финским лейблом Lion Music.
Вскоре из группы ушел Энди, выступавший в роли вокалиста, и Томми Каревик занял его место. В 2006 году был записан следующий альбом, Waiting in the Wings, сведением и мастерингом которого занимался Томми Хансен, работающий с группами Helloween и TNT. Альбом получил ещё более положительные отзывы, чем Become, и некоторые издания дали ему оценку 10/10.
В 2007 году шла работа над новой музыкой, а также проходили концертные выступления. Группа выступала в Швеции, Дании, Норвегии, Англии и Нидерландах, вместе с такими исполнителями, как Йорн Ланде, Pagan’s Mind, Queensrÿche, Testament, Sun Caged и Redemption.
12 сентября 2008 был выпущен новый альбом, Mercy Falls. В нём рассказывается история человека, который находится после автокатастрофы в коме и грезит о месте под названием «Водопад милосердия», в то время как его семья тщетно пытается привести его в сознание. В 2009 году началась работа над альбомом The Great Escape по мотивам фантастической поэмы «Аниара». В апреле 2010 года началась студийная запись, о ходе которой группа сообщала на своём форуме и канале Youtube. 3 декабря 2010 альбом вышел в свет и получил тёплый приём слушателей и критиков.
Незадолго до выхода альбома Джонни Сэндин покинул группу по личным причинам. 25 апреля 2011 группа объявила, что новым барабанщиком будет Стефан Норгрен.
В июне 2012 года стало известно, что Томми Каревик станет новым вокалистом Kamelot, однако он отметил, что не собирается покидать Seventh Wonder.
12 октября 2018 вышел пятый студийный альбом, Tiara.
В музыке группы сочетаются быстрые гитарные пассажи и высокий вокал. Игра Бломквиста и Лифвендала отличается виртуозным владением инструментами.

## Состав
- Томми Каревик — вокал (с 2005)
- Андреас Бломквист — бас-гитара (с 2000)
- Йохан Лифвендал — гитара (с 2000)
- Андреас «Кирт» Содерин — клавишные (с 2000)
- Стефан Норгрен — ударные (с 2011)

Бывшие участники
- Ола Хален — вокал (2001—2002)
- Энди Крэвльяк — вокал (2002—2005)
- Джонни Сэндин — ударные (2000—2010)

## Дискография

### Демозаписи
- Seventh Wonder (2001)
- Temple in the Storm (2003)

### Студийные альбомы
- Become (2005)
- Waiting in the Wings (2006)
- Mercy Falls (2008)
- The Great Escape (2010)
- Tiara (2018)
- The Testament (2022)